# Новоросійська евакуація
Новоросійська евакуація, Новоросійська катастрофа — евакуація Збройних сил півдня Росії та біженців із Новоросійська в березні 1920 року. Евакуація здійснювалася в обстановці паніки, під час якої загинуло і наклало на себе руки кілька сотень людей. Усього вдалося вивезти близько 33 тисяч людей. Червона армія захопила 22 000 полонених, кілька бронепоїздів, тисячі коней та інші матеріальні засоби. З бійцями і козаками Червоної армії, що залишилися, перейшли на бік Червоних Кубанськими козаками і зеленоармійцями були знищені тисячі офіцерів, солдатів, козаків Білої армії та цивільних осіб.

## Передісторія
У ході спільних військових невдач і відступу військ ВРЮР взимку 1920 авторитет головнокомандувача А. І. Денікіна сильно впав. Лунали відкриті голоси про передачу командування генералу П. Н. Врангелю. Війська ВРЮР Новоросії під командуванням М. М. Шиллінга під час відступу залишили Одесу. Бездарно організована, за свідченням мемуаристів та істориків, Одеська евакуація 2-8 лютого 1920 року призвела до втрати особового складу, величезної кількості військового майна та запасів, що дісталися РСЧА. Війська, що не потрапили на кораблі, прорвалися з боєм, і в ході Бредовського походу пішли з боями до Польщі. Чорноморський флот ВРПР відчував сильні проблеми з вугіллям і з транспортами, командувач віце-адмірал Д. В. Ненюков і начштабу контр-адмірал О. Д. Бубнов були звільнені Денікіним за симпатії до Врангеля. Союзний Англійський флот надавав дуже обмежену допомогу. Єдиним стабільним плацдармом білих біля Європейської Росії залишався Крим, міцно утримуваний відносно малими силами Кримського корпусу ВРЮР під керівництвом генерала Я. О. Слащова. Все це було добре відомо як командуванню, так і військам та обивателям, що підганяло панічні настрої.
У Новоросійську на той час лютувала епідемія тифу, що викликало побоювання та карантинні заходи в портах прибуття. Ще в січні від цього захворювання помер колишній депутат Державної думи В. М. Пуришкевич. Уже в березні тиф забрав полковника Олександра Блейша, який не встиг приступити до командування Марківською дивізією.
25 лютого було втрачено Туапсе. Це портове місто захопили зеленоармійці — повстанці з числа нелояльного білим місцевого населення, а також дезертири з РККА і ВРЮР, що ухилялися від призову, і незадоволені примусовою мобілізацією..

## Хронологія подій
До 11 березня 1920 року передова проходила лише за 40-50 кілометрів від Новоросійська. Донська та Кубанська армії, на той час повністю дезорганізовані, відходили у великому безладді. Оборону тримали лише залишки Добровольчої армії, на той час зведені в Добровольчий корпус, але вони ледве стримували тиск РККА. Козаки не зуміли пробитися на Тамань, і в результаті багато хто з них опинився в Новоросійську з єдиною метою — потрапити на кораблі. Усього угруповання Збройних сил на Півдні Росії в районі Новоросійська напередодні евакуації становило 25 200 багнетів і 26 700 шабель. Тим часом пароплавів не вистачало. Частина з них запізнювалася через штормову погоду, частина не змогла вчасно прийти на допомогу через карантин, установлений в іноземних портах (усі судна, які прибували з Росії з черговою партією біженців, довго тримали в карантині через страшну епідемію тифу, тому вони не встигали зробити необхідну кількість рейсів).
Командування розпорядилося про першочергове завантаження поранених і хворих військовослужбовців, але насправді перевезти лазарети не було можливим, оскільки не було транспорту. Більше того, військові, що стікалися в Новоросійськ, почали самовільно займати пароплави, а чиновники більше дбали про вивезення майна, яке можна було продати після закінчення війни.
11 березня до Новоросійська з Константинополя прибув головнокомандувач англійськими військами в регіоні генерал Джордж Мілн та командувач Середземноморським флотом адмірал Е. Сеймур. Генералу Денікіну було повідомлено, що англійці зможуть вивезти лише 5000-6000 людей. Вночі англійські військово-морські судна вперше відкрили вогонь по горах, що оточували Новоросійськ. Обстріл був спровокований тим, що зелені увірвалися до міської в'язниці та звільнили кілька сотень заарештованих, які втекли з ними в гори.
13 березня з'явилися перші ознаки паніки. 16 березня ліквідовано Південноросійський уряд. 17 березня сталося падіння Катеринодара, куди негайно увійшли частини 9-ї радянської армії.

22 березня близько 22 години Червона армія зайняла станцію Абінську і рушила далі у бік Новоросійська. Дороги були забиті покинутими у непролазному бруді підводами, автомобілями, візками та військовою технікою. Придатною для пересування залишилася лише залізниця — нею і пройшов штабний поїзд Денікіна у супроводі бронепоїздів. Уздовж цієї дороги рухалися наступаючі частини С. М. Будьонного, для швидкості пересування залишили позаду важке озброєння і артилерію. Білі війська планувалося перевезти до Криму. Кожному корпусу за планом виділявся пароплав. Коней та артилерію залишали.

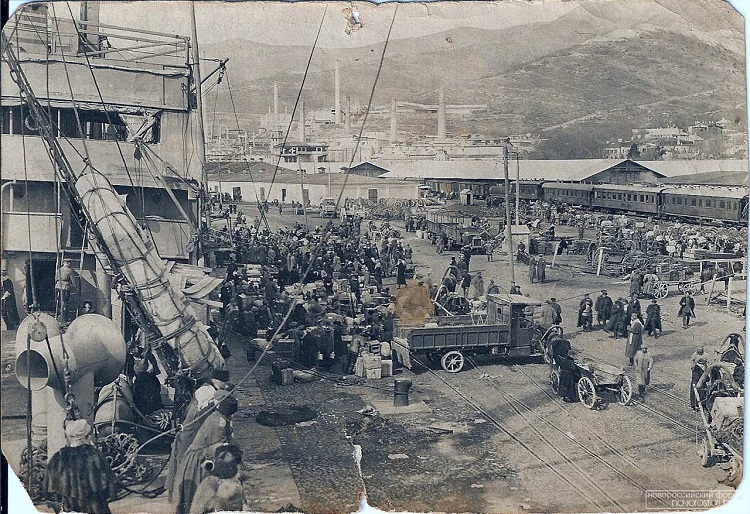
Навантаження на судна
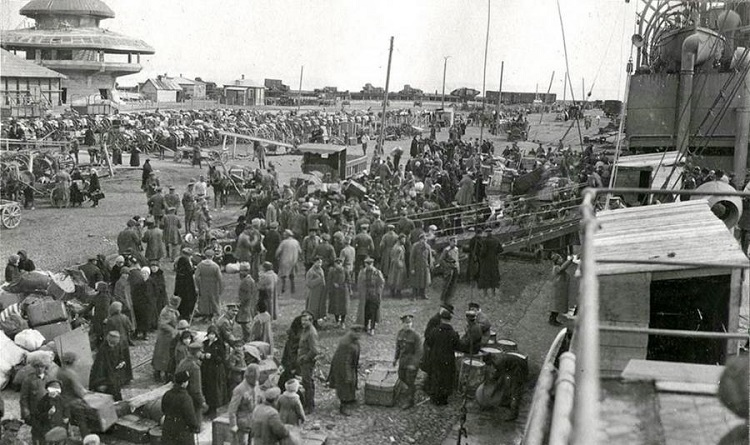
Навантаження на судна
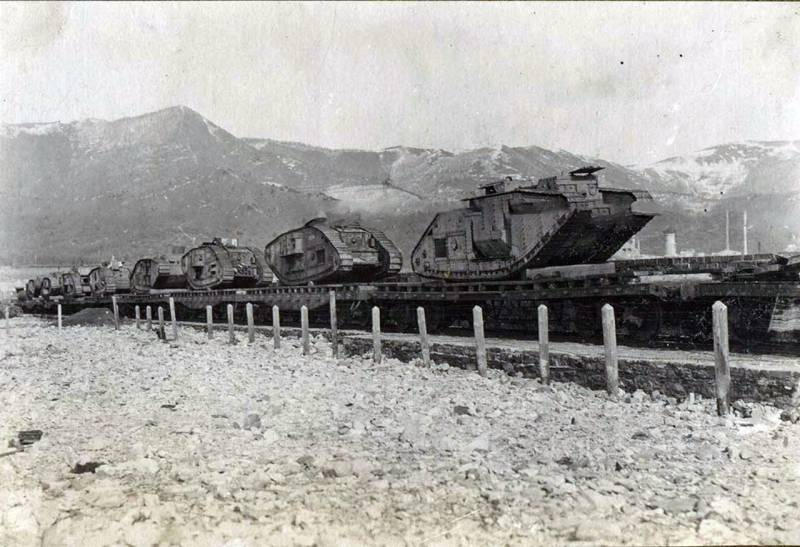
Покинуті танки англійського виробництва
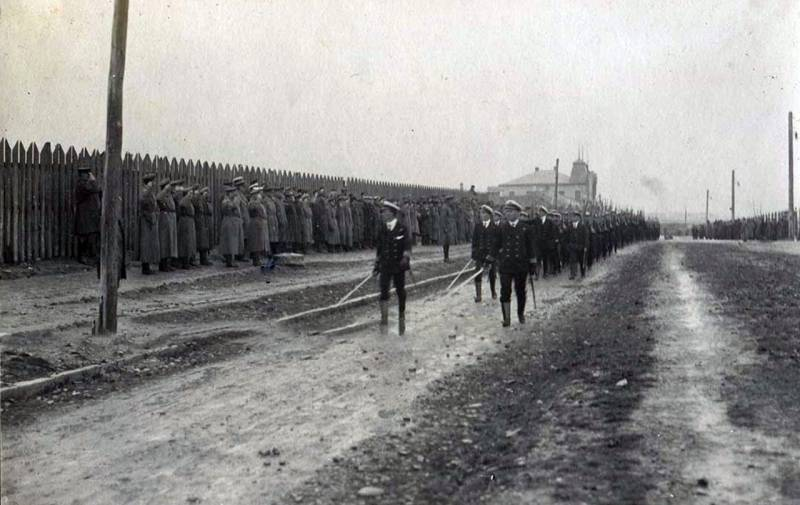
А. І. Денікін приймає парад моряків англійської ескадри

25 березня 1920 року частини Червоної армії за допомогою партизанів відтіснили добровольців від станції Тонельної і через перевал вийшли до приміської станції Гайдук. Усі залізничні колії на станції були забиті товарними та пасажирськими вагонами, що змусило білогвардійців залишити тут три бронепоїзди. Війська вантажилися спішно, набиваючи кораблі надміру, бо людей було багато, а кораблів — обмежена кількість.
У ніч проти 26 березня у Новоросійську палили склади, цистерни з нафтою та підривали снаряди. Евакуація велася під прикриттям корніловців та дроздовців та ескадри союзників під командуванням адмірала Е. Сеймура, яка обстрілювала гори, не даючи червоним наблизитися до міста.
Головнокомандувач А. І. Денікін перебував у Новоросійську на цементному заводі, під охороною англійців. Він писав у мемуарах: «Новоросійськ, переповнений понад будь-яку міру, що став буквально непроїжджим, залитий людськими хвилями, гудів, як розорений вулик. Ішла боротьба за „місце на пароплаві“ — боротьба за порятунок… Багато людських драм розігралося на стогнах міста у ці страшні дні. Багато звіриного почуття вилилося назовні перед навислою небезпекою, коли оголені пристрасті заглушали совість і людина людині ставала лютим ворогом».
На світанку 26 березня до Цемеської бухти увійшов італійський транспорт «Барон Бек». Люди кидалися, не знаючи, де він причалить. Паніка досягла апогею, коли натовп кинувся до трапу останнього судна.
Третій донський калмицький полк, сформований із сальських козаків — донських калмиків, не прийняв пропозицію червоних про капітуляцію і разом із 3-м Дроздовським полком прикривав евакуацію. 3-й Дроздовський полк, спочатку забутий на березі, був вивезений на міноносці «Пилкому».
Більше пощастило 80-му Зюнгарському полку, що складався із сальських козаків — донських калмиків, що провадив ар'єргардні бої і прикривав відхід великої партії донських, кубанських і терських козаків до Адлера та їх подальше навантаження на судна. Більшість донських, кубанських і терських полків, притиснута до берега, прийняла умови капітуляції і здалася в полон частинам Червоної армії. 80-й Зюнгарський полк не прийняв умов капітуляції, не склав зброю і в повному складі разом із залишками донських частин було евакуйовано до Криму. У Криму 80-й Зюнгарський полк у парадному строю пройшов перед новим головнокомандувачем ВРЮР П. М. Врангелем.

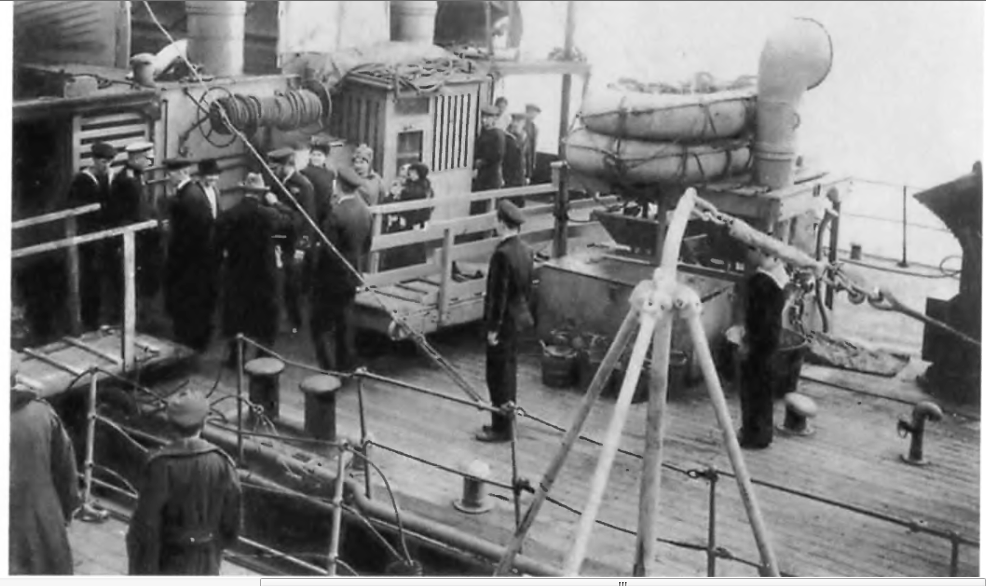
Генерал А. І. Денікін на борту посильного судна (колишнього міноносця) "Капітан Сакен"
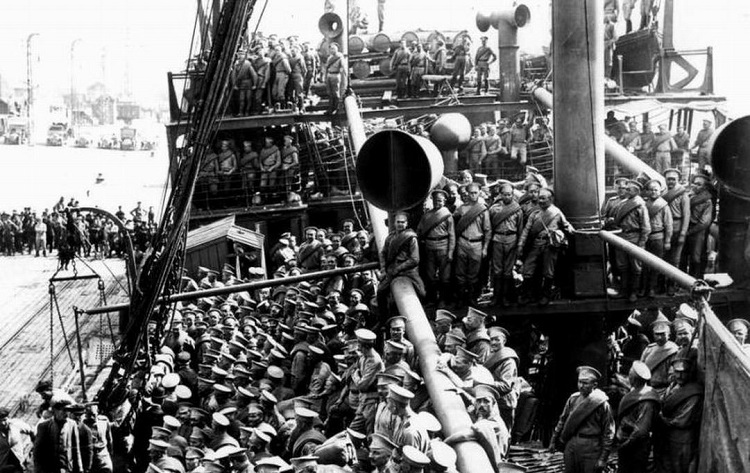
Війська на транспортах
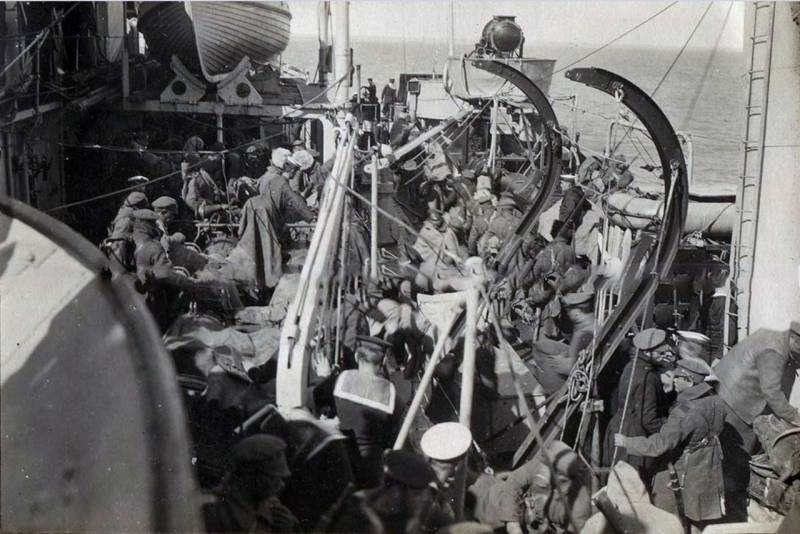
Війська на транспортах
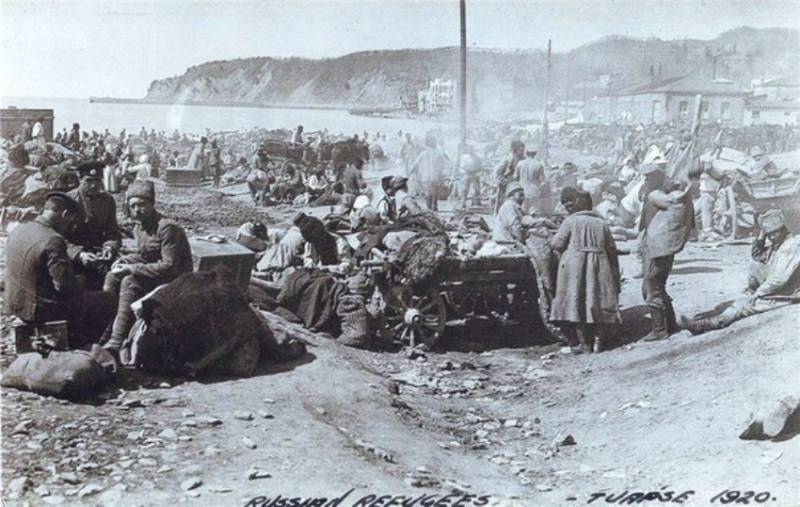
Біженці з Новоросійська в Туапсе

Червоні 14 (27) березня увірвалися до Новоросійська. За оцінкою радянських істориків, Червона армія захопила 22000 полонених денікінців, переважно козаків, які перетворилися на той час на деморалізований натовп. Червоній армії дісталися величезні табуни коней та багато військової техніки.
Під час евакуації існувала частівка, відзначена мемуаристом:
Погрузили всіх сестер.
Дали місце санітарам,
Офіцерів, козаків
Залишали комісарам.
Багато з покинутих на березі козаків було мобілізовано до Червоної армії, частини якої вступали до Новоросійська, для відправлення на Польський фронт. Відразу вступили в переговори з цього приводу з 21-ю стрілецькою дивізією червоних козаки 7-го Донського полку «Молодої армії». 13 молодших офіцерів і 170 козаків цього полку було зараховано до Червоної армії та зведено у два ескадрони на чолі зі своїми ж офіцерами.
Генерал П. М. Врангель у листопаді 1920 року зміг врахувати уроки Одеської та Новоросійської евакуацій та Кримська евакуація пройшла набагато організованіше.

## Посадовці, які займалися евакуацією
- Командувач, генерал А. І. Денікін і начальник штабу І. П. Романовський (самі евакуювалися 14 (27) березня серед останніх на судні «Капітан Сакен»)[12]
- Останнім комендантом Новоросійська (з лютого до березня 1920 р.) був генерал-майор Корвін-Круковський Олексій Володимирович.
- Комісію з організації евакуації очолював генерал О. П. Кутепов.
- З 20 березня питаннями евакуації військ до Криму займався начальник служби повідомлень генерал-майор флоту Єрмаков Мстислав Петрович.
- Начальником Чорноморської губернії та управління Міністерства внутрішніх справ Південно-Російського уряду був М. С. Каринський.

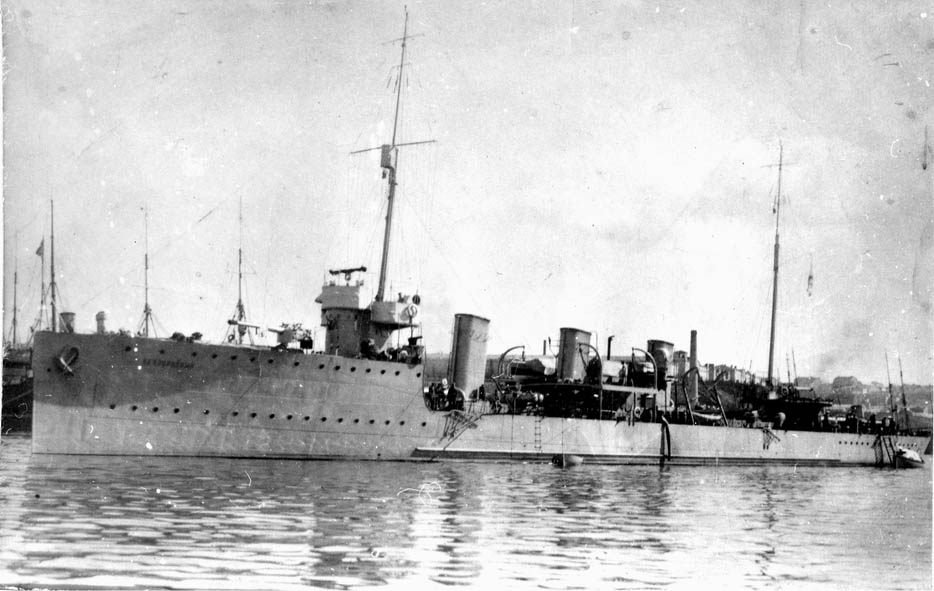
Міноносець «Беспокійний», Білий флот
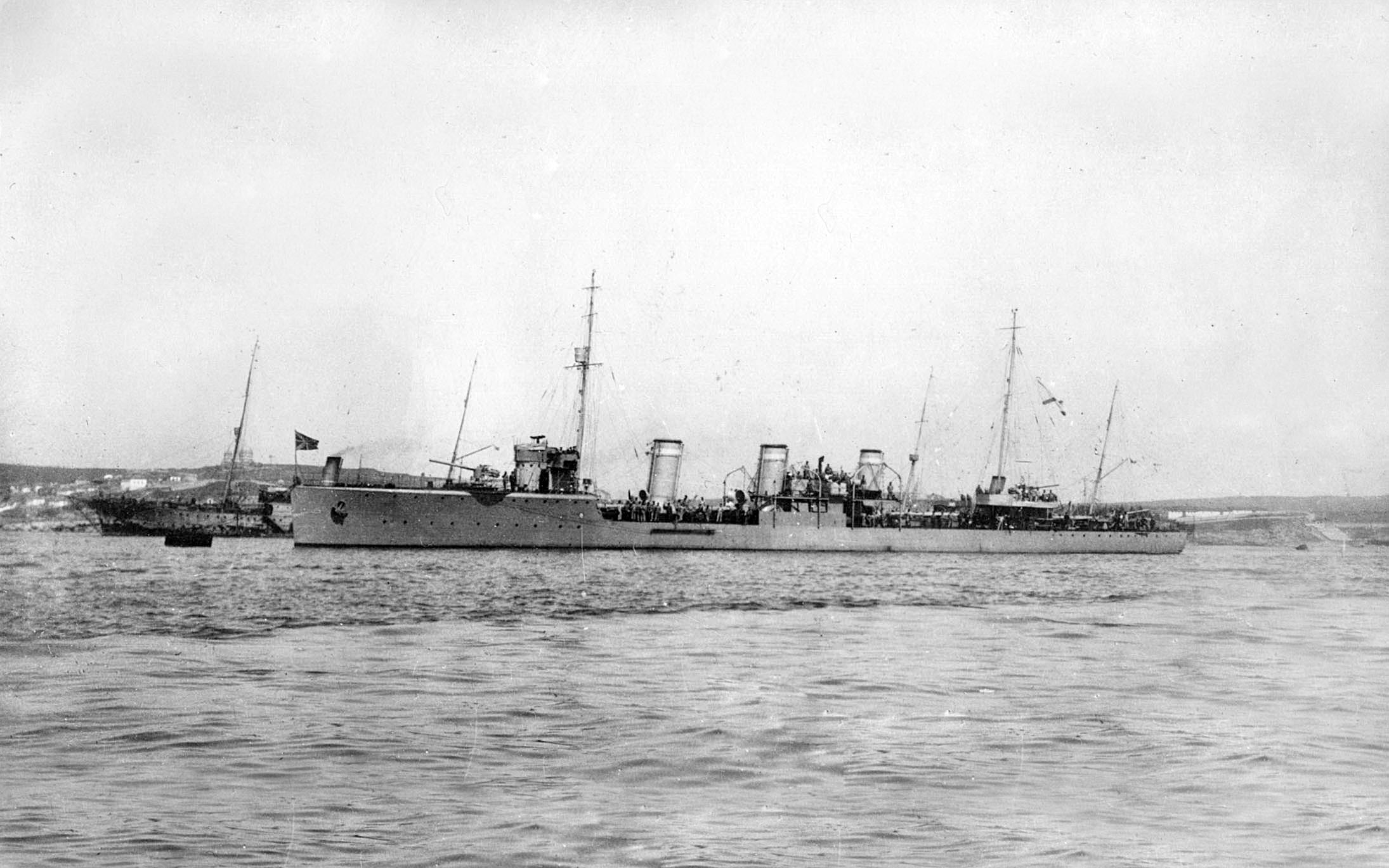
Міноносець «Палкий», Білий флот
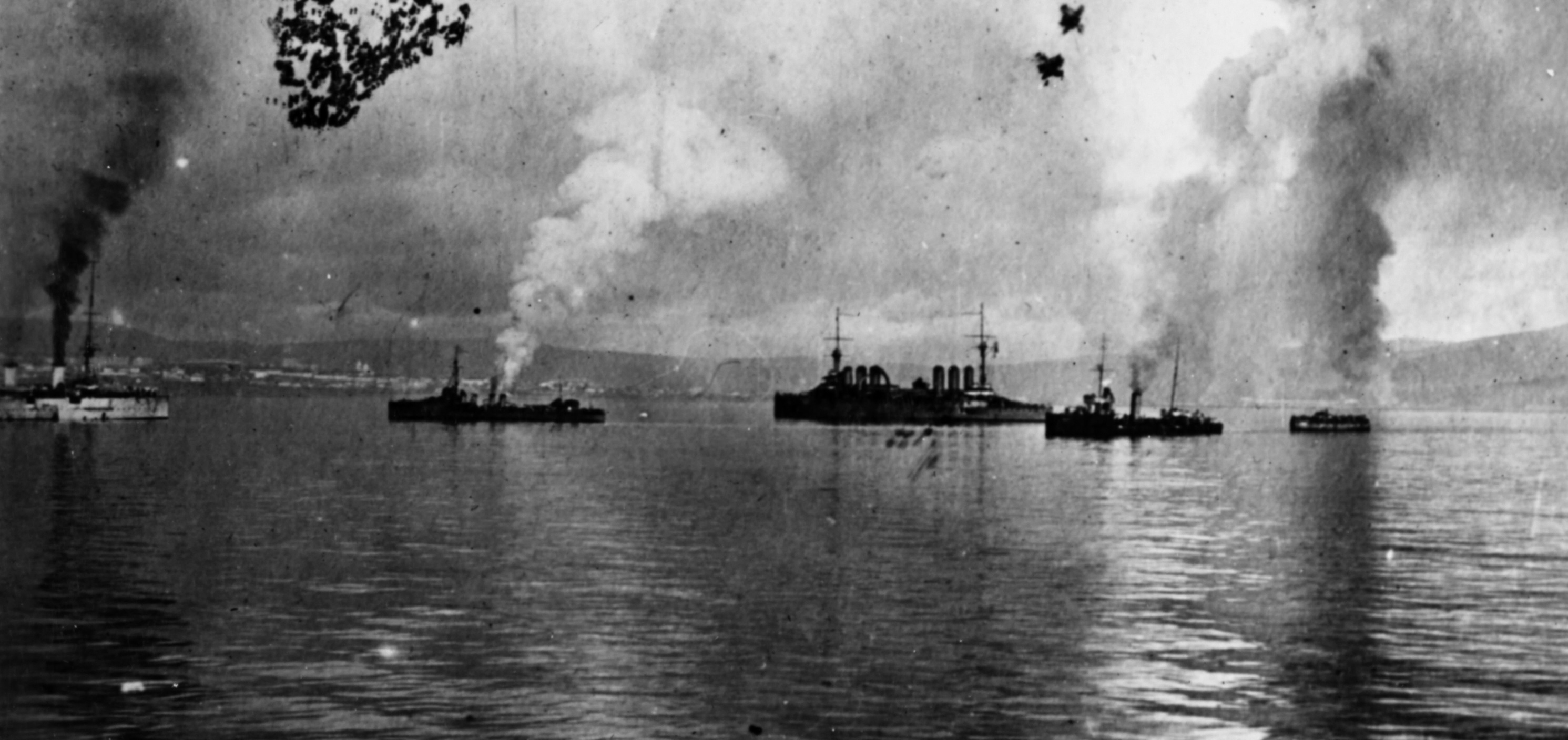
Крейсер Вальдек-Руссо, Франція (шеститрубний, у центрі), крейсер «Етна», Італія (біла, ліворуч) та російські міноносці у порту Новоросійська.
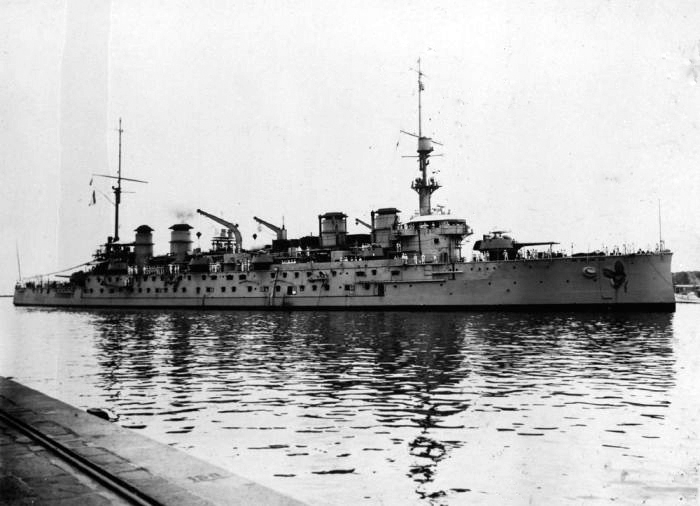
Броненосний крейсер «Жуль Мішле», Франція
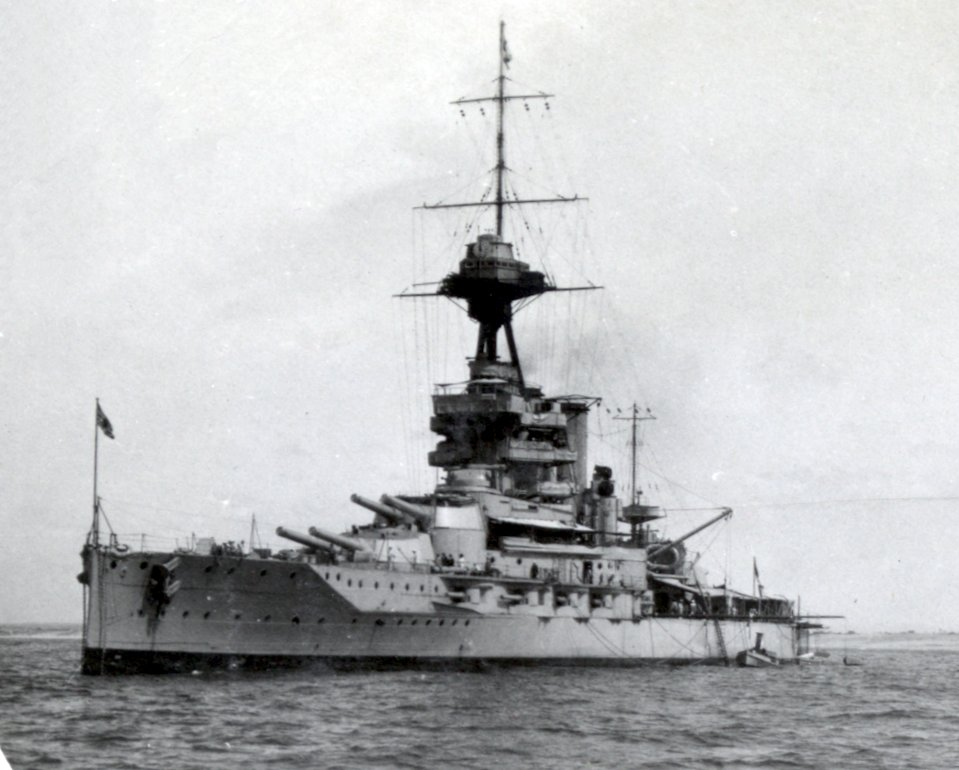
Лінкор HMS Emperor of India, Англія
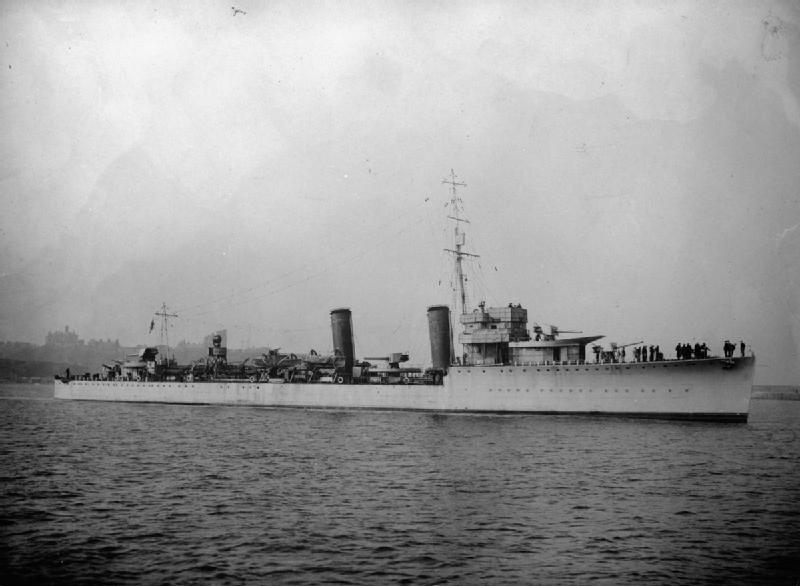
Лідер міноносців HMS Montrose
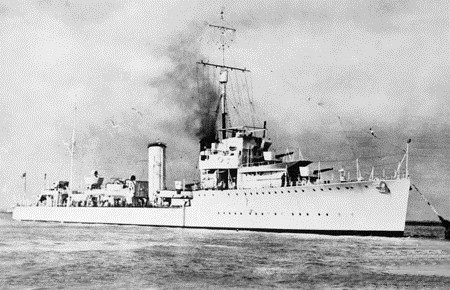
Лідер міноносців HMAS Stuart, Англія
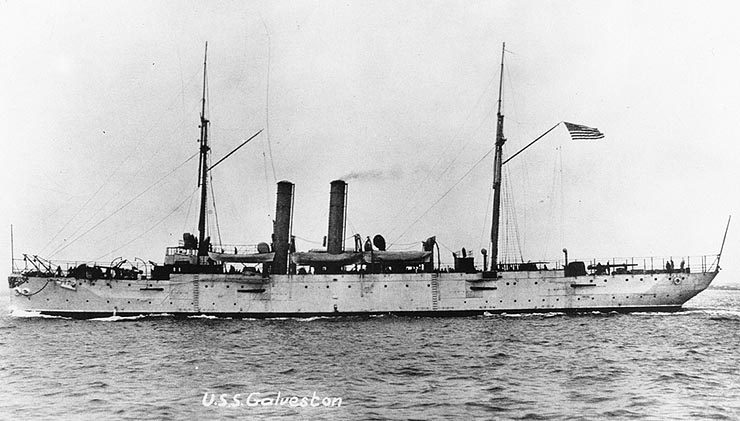
Крейсер USS Galveston, США
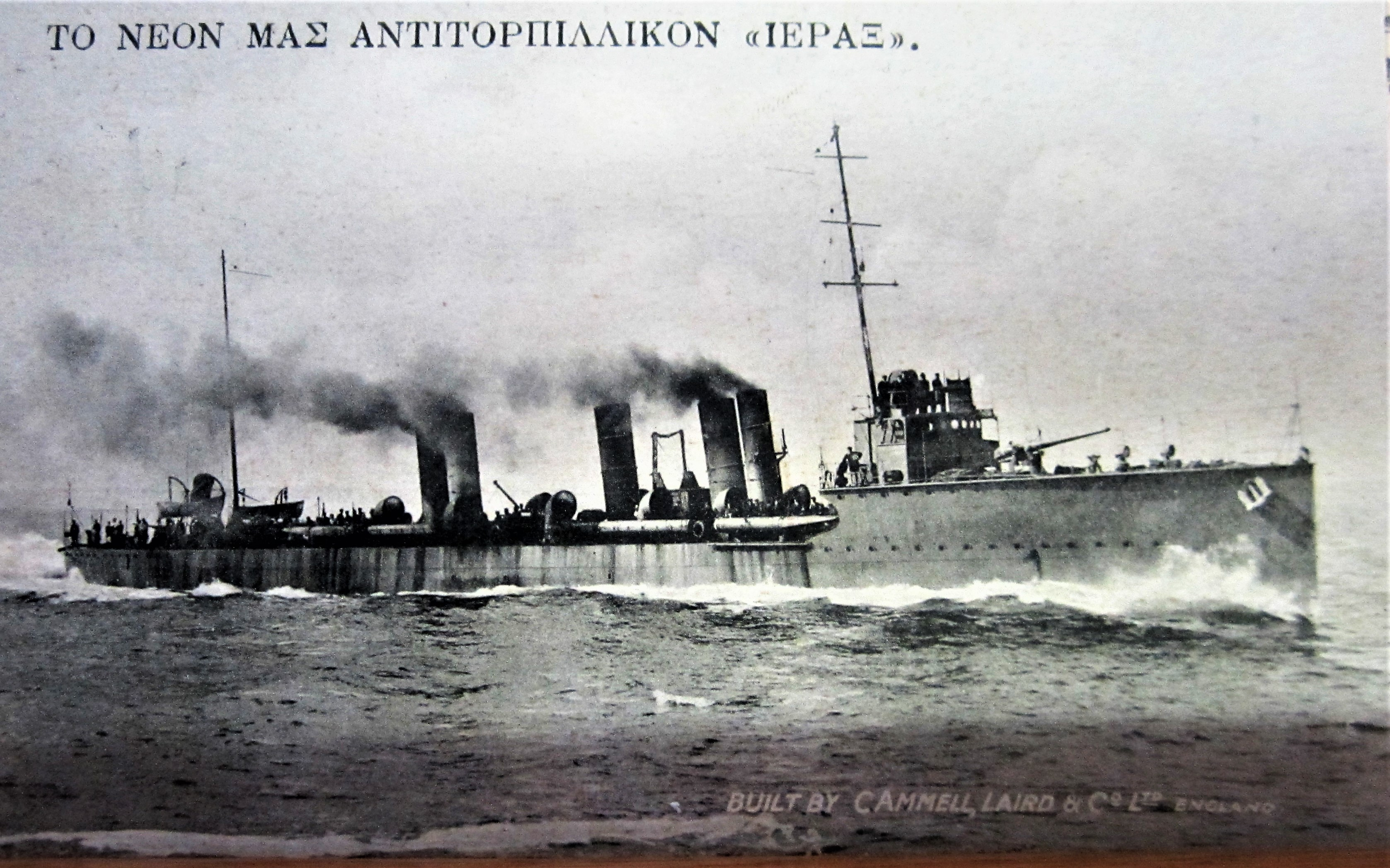
Міноносець «Ієракс», Греція

## Кораблі та судна, що брали участь в евакуації

### Росія
- «Аю-даг» (вивіз штаб генерала Кутепова)
- «Росія» (вивіз 4000 донських козаків генерала Сидоріна).
- «Дооб» (вивіз частини Кубанської армії)
- «Беспокійний»
- «Палкий»
- «Капітан Сакен» (Денікіна та штаб)
- посилальне судно «Льотчик» (колишній міноносець «Котка» (№256))
- допоміжний крейсер «Цесаревич Георгій»[13]
- підводний човен «Утка» (типу «Барс»)
- госпітальний транспорт «Херсон»
- «Віолетта»
- транспорт «Катеринодар» (вивіз частини дроздовців)

### Італія
- «Барон Бек» (Baron Beck)[14]
- крейсер «Етна»

### Великобританія
- лінкор «Імператор Індії»
- «Ганновер» (Hannover) (був захоплений у німців після Першої світової війни).
- торговий пароплав Bremerhaven (був захоплений у німців після Першої світової війни).
- крейсер «Каліпсо»
- авіатранспорт «Пегас»[en]
- лідери есмінців «Стюарт»[15], «Монтроз» та 4 міноносці

### Франція
- броненосний крейсер «Жуль Мішле»
- броненосний крейсер «Вальдек Руссо»
- ескадрений міноносець
- канонерський човен

### Греція
- ескадрений міноносець «Ієракс»

### США
- міноносець
- крейсер «Гальвестон»

## Розправа із полоненими
Ось типові спогади про ті події:
Момент полону нас більшовиками не піддається опису; деякі відразу воліли покінчити рахунки з життям. Мені запам'ятався капітан Дроздовського полку, що стояв неподалік мене з дружиною і двома дітьми трьох і п'яти років. Перехрестивши та поцілувавши їх, він кожному з них стріляє у вухо, хрестить дружину, у сльозах прощається з нею; і ось, застрелена, падає вона, а остання куля у собі….
Дорога йшла повз лазарет. Поранені офіцери на милицях благали нас взяти їх із собою, не залишати червоним. Ми пройшли мовчки, похнюпившись і відвернувшись. Нам було дуже соромно, але ми й самі не були певні, чи вдасться нам сісти на пароплави.
Уночі ми — кілька людей зі штабу бригади — розмістилися у стодолі. Серед ночі сюди привели двох козаків, пограбували їх і тут же по-звірячому вбили. Мені наказали встати та йти за стодолу, де нас зібралося до 20 людей. Відвели вбік, вилаяли, наказали стояти на місці, а самі скинули на руку рушницю, дали залп — один, другий. Усі попадали, зокрема й я.

### Художня література
- Барякіна Е. Ст. Аргентинець — М: Ріпол-класик . — 2011 р. — ISBN 978-5-386-03723-9